# ميليسا هاميلتون
ميليسا هاميلتون (بالإنجليزية: Melissa Hamilton)‏ هي راقصة أيرلندية، ولدت في أغسطس 1989.